# Papi
«Papi» (с исп. — «Папочка») — песня, записанная американской певицей Дженнифер Лопес для её седьмого студийного альбома Love?.
Песня, с латиноамериканским оттенком в стиле данс-поп, была написана RedOne, AJ Junior, BeatGeek, Teddy Sky, Bilal Hajji и Джимми Джокер; выпущена RedOne, BeatGeak и Джимми Джокер. Лирический контекст песни «окружён» любовью Лопес к танцам для её мужчины. Песня должна была быть выпущена как промосингл, чтобы помочь в продвижении альбома на 19 апреля 2011 года, однако песня была выпущена лишь 17 апреля во время проводимой Дженнифер Лопес кампании на её официальной странице в Facebook. Песня получила похвалу от музыкальных критиков, которые заявили, что это одна из самых ярких композиций в альбоме «Love?».

## Оценка критиков
Персонал развлекательного веб-сайта Idolator сказал: «В то время как этот трек, также как и „On the Floor“, не принёс чего-либо нового в копилку вечеринок для танцев, это действительно не проблема. Этот трек полностью готов для клубов и нет причин, по которым его не следует играть так же хорошо, как и „On the Floor“». Джо Герра из The Houston Chronicle согласился, назвав песню одной из лучших моментов в «Love?».
Рик Флорино, из Artistdirect.com, дал песне позитивный обзор. В нём Флорино отметил голос Лопес, добавив что он «пульсирует свежей, огненной и целенаправленной энергией» одновременно прокомментировав «её уникальное исполнение, отмеченное традиционным латиноамериканским жаром», которое «гипнотически очаровывает слушателей». 

## Позиция в чартах

### Чарты
| 2011                                | Пиковая позиция |
| ----------------------------------- | --------------- |
| Бельгия/Фландрия (Ultratop 50)      | 23              |
| Бельгия/Валлония (Ultratop 50)      | 28              |
| Бразилия (Billboard Hot 100)        | 72              |
| Канада (Canadian Hot 100)           | 50              |
| Хорватия (Airplay Radio Chart)      | 7               |
| Чехия (Rádio — Top 100)             | 13              |
| Финляндия (Suomen virallinen lista) | 9               |
| Франция (SNEP)                      | 28              |
| Италия (FIMI)                       | 3               |
| Нидерланды (Single Top 100)         | 68              |
| Польша (Dance Top 50)               | 15              |
| Словакия (Rádio — Top 100)          | 12              |
| Южная Корея (International Chart)   | 189             |
| Испания (PROMUSICAE)                | 18              |
| Швейцария (Schweizer Hitparade)     | 37              |
| Великобритания (OCC UK Hip Hop/R&B) | 18              |
| Великобритания (OCC UK Singles)     | 67              |
| Великобритания Billboard Hot 100    | 96              |
| США (Billboard Dance Club Songs)    | 1               |
| США Latin Pop Songs (Billboard)     | 33              |
| США Pop Songs (Billboard)           | 33              |

| 2012                        | Пиковая позиция |
| --------------------------- | --------------- |
| Австрия (Ö3 Austria Top 40) | 24              |
| Румыния (UPFR)              | 36              |

### Чарты по окончании года
| 2011                                 | Позиция |
| ------------------------------------ | ------- |
| Хорватия (Airplay Radio Chart)       | 59      |
| США Hot Dance Club Songs (Billboard) | 18      |